# Chlorometrische graad
Een chlorometrische graad (° chl) is de in België gebruikelijke aanduiding voor concentratie van natriumhypochloriet die, bij sterk zuur maken van 1 liter bleekwater, één liter chloorgas vrijmaakt (onder standaardomstandigheden). 1 chlorometrische graad komt  overeen met 3,214 gram actief chloor per liter.
Een Franse chlorometrische graad komt overeen met 3,17g gasvormig chloor.